# جیمز جی. بیرنی
جیمز گیلسپی بیرنی (James Gillespie Birney) (زادهٔ ۴ فوریه ۱۷۹۲ – ۱۸ نوامبر ۱۸۵۷)،‏ از طرفداران الغای برده‌داری (انحلال‌گرا)، سیاستمدار و وکیل آمریکایی بود که در دانویل، کنتاکی متولد شد. او از یک مزرعه‌دار و برده‌دار به انحلال‌گرا تغییر رویه نمود و هفته‌نامهٔ «نوع‌دوست» را به‌نشر رسانید. او دو بار به‌عنوان نامزد ریاست جمهوری برای حزب آزادی ضد برده‌داری خدمت نمود.
بیرنی حرفهٔ حقوقی را در دانویل پس از فارغ‌التحصیلی از کالج نیوجرسی و تحصیل تحت‌نظر الکساندر جی دالاس، دنبال نمود. او داوطلبی برای کمپین‌های هنری کلی نمود، در شورای شهر خدمت کرد و فراماسون گردید. در سال ۱۸۱۶، او در انتخابات مجلس نمایندگان کنتاکی، به‌عنوان عضو از حزب دموکرات-جمهوری‌خواه پیروز گردید. در سال ۱۸۱۸، او یک مزرعهٔ پنبه در شهرستان مدیسون، آلاباما تأسیس نمود و انتخابات مجلس نمایندگان آلاباما را درسال بعد برنده شد. بیرنی سرانجام مزرعه را فروخت و یک دفتر حقوقی در هانتسویل، آلاباما تأسیس نمود که یکی از موفق‌ترین وکلای منطقه گردید.
بیرنی در طول دههٔ ۱۸۲۰ با موضوع برده‌داری به‌طور فزاینده‌ای دچار مشکل گردید. او عضو انجمن استعمار آمریکا گردید که از مهاجرت آمریکایی‌های آفریقایی‌تبار به قارهٔ آفریقا حمایت می‌کرد. پس از خدمت‌کردن در نقش‌های مختلف برای سازمان، بیرنی شروع به‌درخواست برای لغو فوری برده‌داری کرد. در سال ۱۸۳۵، او به سینسیناتی نقل مکان نمود و «نوعدوست» را سال بعد تأسیس نمود. او همچنین عضو انجمن ضد برده‌داری آمریکا گردید، اما به‌دلیل مخالفت با حقوق برابر برای زنان، از آن گروه کناره‌گیری کرد. بیرنی نامزدی حزب آزادی را در سال ۱۸۴۰ پذیرفت و ۰٫۳ درصد از آرای مردم را به‌دست‌آورد. او دوباره در سال ۱۸۴۴ نامزدی حزب آزادی را پذیرفت و با پشت سر گذاشتن جیمز کی. پولک و کلی، ۲٫۳ درصد از آرای مردم را به‌دست‌ آورد. بیرنی در سال ۱۸۴۱ به میشیگان نقل‌مکان کرد و در تأسیس شهر بی سیتی، میشیگان کمک نمود.

## جوانی
متولد در یک فامیل برده‌دار دولتمند اسقفی ایرلندی به‌همین نام، در دانویل، کنتاکی، جیمز جی. بیرنی مادرش مارتا رید را در سه سالگی از دست داد. او و خواهرش توسط عمه بیوهٔ شان که به‌درخواست پدرش از ایرلند آمده بود تا از آن دو مراقبت کند، بزرگ شدند. او به‌سبب مخالفت عمه‌اش با برده‌داری تحت تأثیر قرار گرفت. عمهٔ او از داشتن برده امتناع نمود. تا سال ۱۷۹۵، دو خواهر پدرش و خانواده‌های شان از ایرلند مهاجرت کرده بودند و در مزارع نزدیک خانهٔ او مستقر شده بودند. بسیاری از بستگان مادرش نیز به‌همان نزدیکی مهاجرت کرده بودند و در سایر مناطق شهرستان مرسر، کنتاکی ساکن شده بودند. او با بزرگ شدنش مسئلهٔ برده‌داری را از منظرهای مختلفی دید. اگرچه پدرش برای جلوگیری از پیوستن ایالت کنتاکی به اتحادیه به‌عنوان یک ایالت برده‌داری مبارزه کرد، اما زمانی‌که این تلاش شکست خورد، تصمیم گرفت تا زمانی‌که قانون‌گذار برده‌داری را از کل ایالت منسوخ نکند، فردی می‌تواند صاحب بردگان شود تا زمانی‌که با آنها به‌صورت انسانی رفتار نماید. سایر اعضای خانوادهٔ بیرنی احساس مسئولیت اخلاقی شخصی می‌کردند و از داشتن برده امتناع می‌نمودند. به‌نوبهٔ خود، بیرنی با پدرش موافقت کرد و اولین بردهٔ خود، مایکل، پسری به سن خودش را در شش‌سالگی پذیرفت. با این حال، در بسیاری از دوران جوانی و تحصیل خود، او تحت تأثیر معلمان و دوستان با دیدگاه‌های قوی ضد برده‌داری قرار داشت. به‌طور مثال، او در جوانی در چندین موعظه توسط یکی از طرفداران لغو باپتیست به‌نام دیوید بارو شرکت کرد که بعداً آنرا با خاطرخواهی به‌یاد می‌آورد.

## تحصیل
وقتی‌که بیرنی یازده ساله شد به دانشگاهی ترانسیلوانیا در لکسینگتون، کنتاکی فرستاده شد، جایی‌که «یکی از معلمان بیرنی، رابرت همیلتون بیشاپ، یکی از اولین مخالفان صریح برده‌داری در ایالت بود.» او دو سال بعد به‌خانه بازگشت و وارد مدرسه‌ای گردید که توسط یک مرد از پروتستان اداره می‌گردید و به‌تازگی در دانویل افتتاح شده بود، جایی‌که او در تحصیلات خود، عمدتاً در علوم پایه، به‌درجهٔ عالی رسید. او در سال ۱۸۰۸ در سن هفده‌سالگی وارد کالج نیوجرسی (بعدها دانشگاه پرینستون) شد. او به تحصیل فلسفهٔ سیاسی، منطق و فلسفهٔ اخلاق پرداخت و به‌عنوان یک مناظره‌گر ماهر معروف شد. در میان هم‌آموزهایش، او به‌خصوص با جورج ام دالاس دوست گردید. او تحت‌نظر رئیس مدرسهٔ (ساموئل استانهوپ اسمیت)، هم منطق‌دان و هم نویسنده‌ای که تا حدی ضد برده‌داری بود، تحصیل نمود. او همچنین در معرض تفکر ضد برده‌داری جان مک‌لین قرارگرفت. بیرنی از پرینستون در ۲۶ سپتامبر، سال ۱۸۱۰ فارغ‌التحصیل گردید.
وقتی‌که او پس از فراغت از تحصیل به دانویل بازگشت، برای کمپین هنری کلی مدت یک ماه کار کرد. پس از این، او شروع به تحصیل حقوق در فیلادلفیا، در دفتر الکساندر جی دالاس که پدر دوست و هم‌آموز او در پرینستون بود، کرد. او از امکانات مالی قابل‌توجهی لذت می‌برد، یک کالسکهٔ اسب برای حمل و نقل داشت و همیشه خوش‌لباس بود. او همچنین با اعضای جامعهٔ محلی کوئیکرها دوست گردید. او در فیلادلفیا با دالاس تا سه سال بعدی ماند تا اینکه در آزمون وکالت فیلادلفیا قبول و در اتحادیهٔ وکلا پذیرفته شد و به او حق وکالت دادند.

## فعالیت‌های حقوقی
بیرنی در ماه مه، سال ۱۸۱۴ به زادگاهی خود بازگشت و وکالت را در آنجا آغاز و وکیل موقت بانک محلی شد. او به هر دو دعاوی مدنی و کیفری در دانویل و سایر شهرهای دورافتادهٔ کنتاکی رسیدگی می‌نمود. اقتصاد کنتاکی در این زمان نسبتاً ضعیف بود، زیرا جنگ سال ۱۸۱۲ باعث ایجاد شکاف در تجارت در داخل ایالت گردیده بود. بیرنی که در تأمین مخارج زندگی خود مشکل داشت، در این‌زمان معیشت خود را عمدتاً به عنوان تسویه‌کنندهٔ مطالبات تأمین می‌کرد.
به‌دنبال پیروی از پدرش، بیرنی به‌محض بازگشت به دانویل، فراماسون و عضو شورای شهر دانویل شد که او را عضوی از نخبگان اجتماعی شهر ساخت. او همچنین عاشق آگاتا مک داول شد و در ۱ فوریهٔ، سال ۱۸۱۶ با او در یک کلیسای پروتستان ازدواج نمود. ایشان ۱۱ فرزند داشتند که از این تعداد ۶ فرزند تا بزرگسالی زنده ماندند. از جمله هدایای‌که این زوج جوان دریافت کردند، برده‌هایی از پدر و پدرشوهرش بود. بااینکه بیرنی هنوز نتوانسته بود، دیدگاه‌های لغوی خود را به‌طور کامل توسعه دهد، با مهربانی آنها را پذیرفت. باید گفت که بیرنی بعداً در زندگی در بسیاری از مناسبت‌ها گفته بود که به‌یاد نمی‌آورد هرگز باور داشته باشد که برده‌داری درست است.